# El Puig (Santa Pau)
El Puig és una obra de Santa Pau (Garrotxa) inclosa a l'Inventari del Patrimoni Arquitectònic de Catalunya.

## Descripció
És una masia situada damunt un pujolet dominant la vall de Santa Maria dels Arcs. Disposa de planta rectangular, teulat a dues aigües amb els vessants encarats cap a les façanes principals. Conserva l'estructura dels grans voladissos, característics de la comarca d'Olot. Té planta baixa i dos pisos. La primera era destinada a quadres per al bestiar i pràcticament no disposava de cap obertura excepte quatre petites finestres a manera d'espitlleres. Al primer pis s'hi accedia per una escala exterior de pedra i el segon pis servia de dormitori, al qual s'hi accedia a través d'una escala de fusta.
Va ser bastit amb carreus molt ben escairats en les obertures i angles de la casa. Va ser aixecada damunt la pedra viva i reforçada posteriorment amb dos contraforts. Disposa d'una àmplia era que conserva els cairons vermells originals (15 x 15 cm) i d'una pallissa construïda amb pedra no gaire bona; disposa d'un pis superior amb el terra empostissat i una àmplia teulada a dues aigües.
Cal destacar l'ampli camí carreter que comunica les cases de la part alta de la vall dels Arcs. En alguns llocs està reforçat amb parets seques.
També destaca una pedra de molí situada a la façana sud del Puig, just davant de la porta d'entrada a la casa. Fa 1,5 m de diàmetre i 4,4 m de perímetre. Molt possiblement va pertànyer a un molí d'oli.